# Macruronus
Macruronus — рід тріскоподібних риб родини Хекові (Merlucciidae).

## Назва
Назва Macruronus складається з двох грецьких слів makros та onos, що означає «великий хек».

## Поширення
Рід поширений в основному в океанах  південної півкулі біля берегів Аргентини, Чилі, Південної Африки, Австралії та Нової Зеландії, лише М. maderensis відомий тільки з Мадейри.

## Опис
Представники цього роду досягають 1-1,3 м (3.3-4.3 футів) завдовжки в залежності від конкретного виду.

## Види
До роду відносять 4 види:
- Macruronus capensis D. H. Davies, 1950
- Macruronus maderensis Maul, 1951
- Macruronus magellanicus Lönnberg, 1907
- Macruronus novaezelandiae (Hector, 1871)